# Радојешти-Вале (Телеорман)
Радојешти-Вале (рум. Rădoiești-Vale) насеље је у Румунији у округу Телеорман у општини Радојешти. Oпштина се налази на надморској висини од 96 m.

## Становништво
Према подацима из 2002. године у насељу је живело 782 становника, од којих су сви румунске националности.